# Féminisation (biologie)
Pour les articles homonymes, voir Féminisation.
En biologie et en médecine, la féminisation est le développement dans un organisme de caractéristiques physiques réservées à la femelle de l'espèce. Il peut s'agir d'un processus normal de développement, contribuant à la différenciation sexuelle. 
Des phénomènes anormaux de féminisation et d'intersexuation sont observés chez diverses espèces liés à l'exposition à des polluants qui ont aussi des perturbateurs endocriniens.
La féminisation peut également être provoquée par des facteurs environnementaux, et un tel phénomène a été observé chez plusieurs espèces animales,.

## Féminisation pathologique
Dans le monde animal, quand la féminisation a lieu chez un mâle, ou à un âge inapproprié du développement, c'est souvent en raison d'un trouble génétique ou acquis du système endocrinien. 
Dans l'espèce humaine, une des manifestations les plus communes de féminisation anormale est la gynécomastie, le développement anormal des seins qui peut résulter de niveaux élevés d'hormones féminisantes comme les œstrogènes. Une carence ou un blocage des hormones virilisantes (androgènes) peut également contribuer à la féminisation. Dans certains cas, des niveaux élevés d'androgènes peuvent avoir aussi bien des effets virilisants (renforcement de la pilosité, voix plus grave, augmentation de la masse musculaire etc.) que féminisants (gynécomastie) du fait que les androgènes peuvent être convertis en œstrogènes par l'aromatase dans les tissus périphériques.
Des phénomènes de féminisation sont aussi observés dans les élevages (ex : chez 19 porcelets sur 4000 observés lors d'une étude faite en Australie où 11 porcelets présentaient une anomalie grave avec un ovotestis d'un côté et un ovaire de l'autre). Des féminisations anormales (intersex) sont aussi observées localement dans la nature, souvent dans de zones exposées à un pesticide ou à un autre produit chimique féminisant. Chez certains reptiles la température lors de la maturation des œufs a aussi un effet important sur le sexe du futur embryon. Ils pourraient être affectés par le dérèglement climatique